# احدوح اسفل (یمن)
 احدوح اسفل  به عربی ( احدوح الأسفل  )، روستایی است در دهستان المُقَبَنَة از توابع استان حضرموت در کشور یمن در شبه جزیره عربستان.

## جمعیت
جمعیت آن ( ۲۰۰ ) نفر ( ۱۶ خانوار) می‌باشد.